# 쇼세 옌투지아스토프역 (칼리닌스코 솔른쳅스카야선)
쇼세 옌투지아스토프 역(러시아어: Шоссе Энтузиастов)은 모스크바 지하철 칼리닌스코 솔른쳅스카야 선의 역이다. 1979년 12월 30일에 개장했다. 역명은 옌투지아스토프 고속도로(Entuziastov Highway)의 이름을 따서 지어졌다.

## 디자인
쇼세 옌투지아스토프 역의 디자인 주제는 러시아 역사 자유를 위한 투쟁이다. 본 역은 대리석의 다양한 색상과 음영으로 장식되어 있으며, 어두운 회색에서부터 노란색에 이르는 색상으로 이루어져 있다. 혁명적인 주제와 관련된 조각들과 그림들이 벽을 장식하고 있다. 중앙 플랫폼의 서쪽 끝에는 A. 쿠즈네초프가 디자인한 "자유의 불꽃"이라는 커다란 조각품이 있다.

## 환승
모스크바 중앙 순환선의 쇼세 옌투지아스토프 역과 연결되어 있어 환승이 가능하다.